# 金蓮花廣場
金蓮花廣場（葡萄牙語：A Praça Flor de Lodão，英語： 或Golden Lotus Square）位於澳門新口岸高美士街、畢仕達大馬路及友誼大馬路之間。金蓮花廣場為慶祝1999年澳門回歸而設立的，具有政治意義，是澳門其中一個著名地標及旅遊景點。

## 盛世蓮花

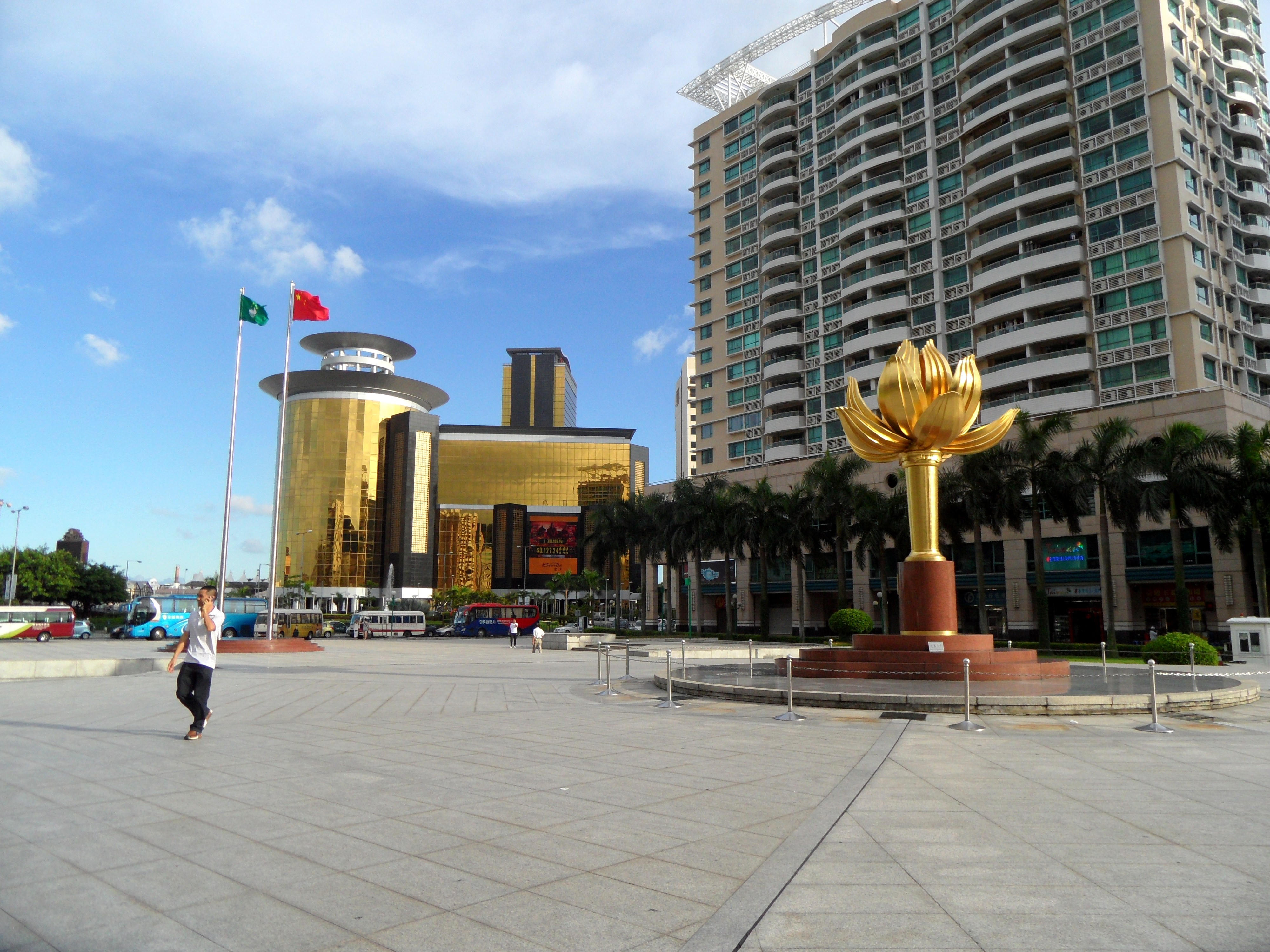
金蓮花廣場（2011年）

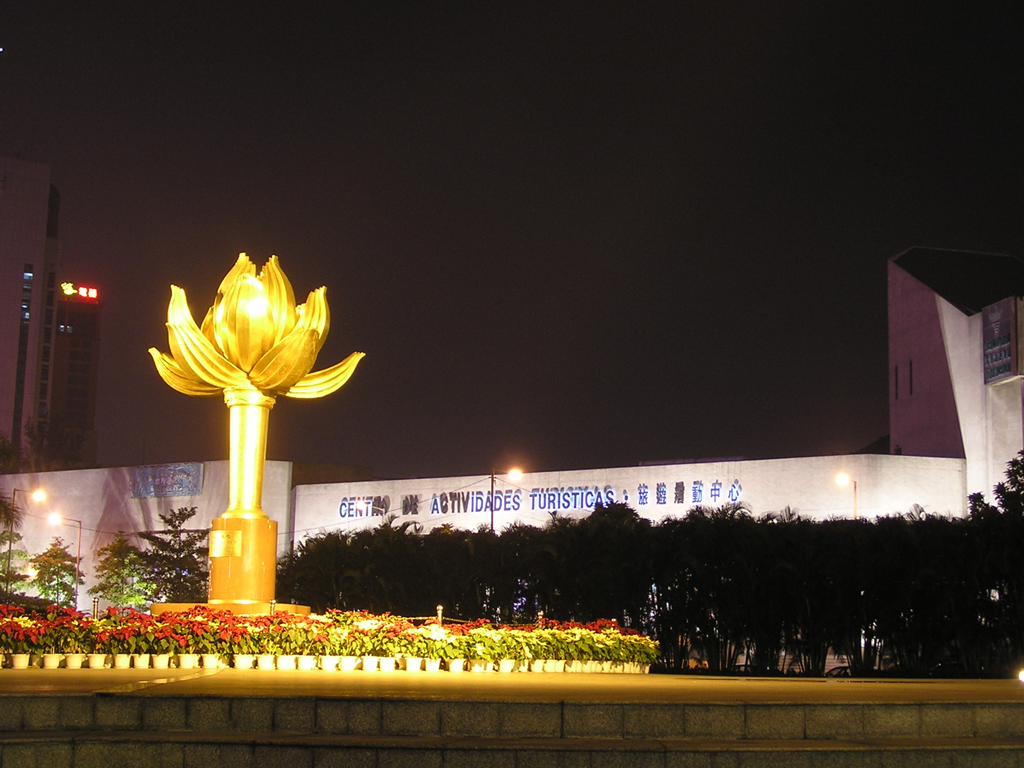
作節日裝飾時的盛世蓮花雕塑

### 贈送
1999年12月20日，中華人民共和國接收澳門主權，並成立澳門特別行政區；中華人民共和國中央人民政府向澳門致送了一尊名為「盛世蓮花」的雕塑，分別大、小各一件，寓意澳門繼續繁榮昌盛。這跟1997年香港回歸時致送給香港特別行政區的「永遠盛開的紫荊花」寓意一樣。盛世蓮花雕塑在1999年12月17日由工程人員安裝在廣場上；12月20日中午由時任主管澳門事務的中華人民共和國國務院副總理錢其琛主持揭幕儀式。

### 建築物特色
安置於金蓮花廣場的大型雕塑高6米、淨重6.5噸，花體部分最大直徑3.6米，而這些尺寸和「永遠盛開的紫荊花」一樣，寓意中央人民政府對香港和澳門是無分大小的；小型雕塑直徑1米，高0.9米（高度和永遠盛開的紫荊花高出0.2米是寄寓1999年的「9」），於澳門回歸賀禮陳列館展出。
盛世蓮花主體部分由花莖、花瓣和花芯組成，青銅鑄造，表面貼金裝飾，形似蓮葉的基座部分則由23塊紅色花崗岩相疊組成，寓意澳門三島。蓮花是澳門特別行政區的區花，蓮花盛開、亭亭玉立、冉冉升騰，象徵澳門永遠繁榮昌盛。整個設計象徵澳門座落於中國疆土之內，澳門是中華人民共和國的一部分。花崗岩的正面有一塊小牌匾，匾名是「盛世蓮花」，而匾上的文字寫道：「中華人民共和國國務院贈澳門特別行政區政府」以及贈送日期，即「一九九九年十二月二十日」。

### 節日裝飾
在澳門大型節慶時，例如中國新年、中華人民共和國國慶、澳門回歸紀念等等，在盛世蓮花雕塑花崗岩基座外圍放置一團團的鮮花，而聖誕節會放置聖誕花作節日裝飾。

### 維修
盛世蓮花雕塑在2007年11月月底至12月初進行維修工程，工程人員把盛世蓮花雕塑以木板等包圍著，進行維修工作。
2024年9月27日，澳門市政署在恆常巡查時發現，位於新口岸金蓮花廣場的「盛世蓮花」雕塑，部分飾面被鳥糞腐蝕，須臨時圍封進行清潔和修護。 工作人員在巡查時發現在金蓮花廣場草地上，有大量餵飼野鳥的麵包碎，市政署會加強巡查執法。

## 升旗儀式
金蓮花廣場上原沒有旗桿及升旗儀式的安排。及至2000年，澳門特區政府為慶祝中華人民共和國成立51週年，因而參考香港金紫荊廣場的升旗儀式做法，於同年9月在廣場上安置兩支旗桿。金蓮花廣場於2000年10月1日首次舉行升旗儀式，自此成為中華人民共和國國慶日和12月20日（澳門回歸紀念日）官方的慣性慶祝活動。
金蓮花廣場的升旗儀式在每日早上8時舉行，晚上6時正則進行降旗儀式。升降旗儀式由9名穿著制服的特警執行。升旗儀式進行時，現場會播放中華人民共和國國歌，而降旗儀式進行時則不會播放。
在中華人民共和國國慶日、澳門回歸紀念日，澳門特區政府全體主要官員、立法會主席、中央人民政府駐澳門機構的負責人、中國人民解放軍駐澳門部隊司令員等會在升旗前聚首金蓮花廣場，出席升旗儀式。上午8時正時，穿著慶典式制服的特警及治安部隊及列在旗桿前，包括10名特警、4名升旗手以及治安警察局銀樂隊負責進行升旗儀式。在升旗儀式完成後，會步操至主禮嘉賓前致敬；如當日是中華人民共和國國慶日，由於澳門行政長官會主持國際跑步日的起跑儀式，因而致敬的儀式會取消。另外，中華人民共和國國家領導人在訪問澳門期間不會出席升旗儀式，這跟香港的做法一致。通常在這兩个特別日前都會在廣場進行排練。

## 公共交通

### 巴士
M241 金蓮花廣場（A Praça Flor de Lotus）
路線：1A、3、10、10B、23、28A、28B、28C、29、32

## 參看
- 澳門漁人碼頭
- 澳門綜藝館
- 澳門文化中心
- 澳門文化中心廣場
- 澳門市花
- 香港金紫荊廣場